# Edgard Salvé
Edgard Salvé (ur. 1 sierpnia 1946 w Bensbergu) – belgijski lekkoatleta, średniodystansowiec, halowy mistrz Europy z 1969, dwukrotny olimpijczyk.
Zajął 5. miejsce w biegu na 1500 metrów na europejskich igrzyskach halowych w 1967 w Pradze. Odpadł w półfinale tej konkurencji na igrzyskach olimpijskich w 1968 w Meksyku.
Zdobył złoty medal w biegu na 1500 metrów na europejskich igrzyskach halowych w 1969 w Belgradzie, wyprzedzając Knuta Brustada z Norwegii i Waltera Wilkinsona z Wielkiej Brytanii. Na mistrzostwach Europy w 1969 w Atenach zajął w tej konkurencji 4. miejsce.
Zajął 7. miejsce w biegu na 1500 metrów na halowych mistrzostwach Europy w 1970 w Wiedniu, a na halowych mistrzostwach Europy w 1971 w Sofii odpadł w eliminacjach biegu na 1500 metrów i biegu na 3000 metrów. Odpadł w eliminacjach biegu na 1500 metrów na igrzyskach olimpijskich w 1972 w Monachium. Na halowych mistrzostwach Europy w 1973 w Rotterdamie odpadł w eliminacjach tej konkurencji, a na halowych mistrzostwach Europy w 1975 w Katowicach zajął 7. miejsce w biegu na 3000 metrów.